# Hemra Tvärsen
Hemra Tvärsen är en sjö i Rättviks kommun i Dalarna och ingår i Dalälvens huvudavrinningsområde. Sjön har en area på 0,764 kvadratkilometer och ligger 221 meter över havet. Sjön avvattnas av vattendraget Ljusacksbäcken.

## Delavrinningsområde
Hemra Tvärsen ingår i det delavrinningsområde (675881-147731) som SMHI kallar för Mynnar i Ljugaren. Medelhöjden är 262 meter över havet och ytan är 9,84 kvadratkilometer. Räknas de 3 avrinningsområdena uppströms in blir den ackumulerade arean 32,03 kvadratkilometer. Ljusacksbäcken som avvattnar avrinningsområdet har biflödesordning 4, vilket innebär att vattnet flödar genom totalt 4 vattendrag innan det når havet efter 294 kilometer. Avrinningsområdet består mestadels av skog (65 procent) och jordbruk (20 procent). Avrinningsområdet har 0,76 kvadratkilometer vattenytor vilket ger det en sjöprocent på 7,8 procent.